# Thectochlora hamata
Thectochlora hamata är en biart som beskrevs av Gonçalves och Melo 2006. Thectochlora hamata ingår i släktet Thectochlora och familjen vägbin. Inga underarter finns listade i Catalogue of Life.